# Bath City
Der Bath City Football Club (kurz: Bath City) ist ein Fußballverein aus der Stadt Bath in Somerset, England. Er trägt seine Heimspiele im Twerton Park aus, einem 3.528 Zuschauer fassenden Stadion im westlichen Stadtteil Twerton. Zurzeit spielt der Verein in der National League South, der sechsten englischen Liga. Ein Spitzname des Vereins lautet The Romans, was auf die Gründung der Stadt Bath durch die Römer zurückgeht. Der andere Spitzname The Stripes leitet sich von den gestreiften Trikots her.
Gegründet im Jahr 1889 verbrachte der Bath City FC seine gesamte Vereinsgeschichte ausschließlich im Non-League-Football, also den Ligen unterhalb der Premier League und EFL. Die bisher höchste Ligazugehörigkeit erreichten Bath City mit dem Aufstieg in die Conference National in der Saison 2009/10. Der Verein aus Somerset verbrachte dort jedoch nur zwei Saisons und stieg zur Spielzeit 2011/12 wieder in die National League South ab, wo er bis heute verweilt.
Im FA Cup machte der Verein durchaus von sich reden: Sechs-mal erreichte man dort die dritte Runde und schlug dabei deutlich stärkere Gegner wie Millwall oder Crystal Palace.